# 日本人新疆非法测绘事件
日本人新疆非法测绘事件是指2005年9月间日本人大林成行和东俊孝在中國新疆维吾尔自治区非法测绘并被處分的案件。
大林成行是日本株式会社国土情报技术研究所（中文译为：国土信息技术研究所股份制有限公司）所长，東俊孝是他的学生。大林成行和東俊孝二人未经中國测绘行政主管部门批准，在中國擅自从事测绘活动，用GPS测量仪器和动态差分测量技术测量、采集中國境内的大量地理坐标数据，数据精确至20至50厘米。

## 违反中国测绘法第七条
《中华人民共和国测绘法》第七条：
外国的组织和个人在中华人民共和国领域和管辖的其他海域从事测绘活动，必须经过国务院测绘行政主管部门会同军队测绘主管部门批准，并遵守中华人民共和国的有关法律、行政法规的规定。外国的组织和个人在中华人民共和国领域从事测绘活动，必须与中华人民共和国有关部门或者单位依法采取合资、合作的形式，并不得涉及国家秘密和危害国家安全。”

## 法律处理
2005年，新疆的安全部门暂扣了二人的测绘相关器材和物品，并将二人递解出境。11月16日，案件由新疆的安全部门正式移交给新疆测绘局。2006年4月6日，新疆测绘局对二人作出没收测绘工具和测绘成果，行政罚款8万元人民币的的最终处罚。